# Izoflavony

Chemická struktura isoflavonu (3-phenyl-4H-1-benzopyr-4-one)

Izoflavony patří do skupiny fytoestrogenů bohatě se vyskytujících například v květech červeného jetele nebo v plodech sóji. Izoflavony jsou strukturálně podobné ženským pohlavním hormonům estrogenům. Proto se s výhodou používají k alternativní a přitom bezpečné léčbě tzv. klimakterického syndromu. Selektivně se vážou na tzv. estrogenové receptory (α-receptory se nacházejí převážně v prsní a děložní tkáni, kdežto β-receptory se vyskytují hlavně v CNS, kardiovaskulárním systému a v kostech).
Izoflavony mají sklon vázat se 25krát více k β-receptorům než k α-receptorům, působí proto velmi pozitivně na klimakterické potíže a prevenci osteoporózy. Při užívání izoflavonů se také zřetelně zlepšuje lipidový profil.
Klimakterium, tedy přechod, není nemoc, je to období v životě ženy, které představuje přechod z reprodukční fáze života do období reprodukčního klidu. Mluvíme o estrogenním deficitu (nedostatku hladiny pohlavních hormonů v krvi), který je příčinou většiny potíží a zdravotních komplikací klimakteria. Zhruba třetina ženské populace se nachází v postmenopauze a typické potíže má 80 % všech žen (návaly horka, pocení, bušení srdce, únava, poruchy spánku a další). Zhruba polovina z nich se obrací na lékaře se žádostí o léčbu.
V Asii a Latinské Americe se však tyto projevy postupujícího věku objevují méně. Bylo zjištěno, že je to způsobeno i skladbou potravy, která je bohatá právě na izoflavony.[zdroj⁠?!]
V běžné stravě evropských žen se však fytoestrogeny vyskytují pouze v malém množství a jejich doplňování formou potravních doplňků je dobrým řešením, zejména u žen starších 45 let.

## Výskyt
Izoflavony se nacházejí v sóje, čočce nebo lnu, ale také v červeném jeteli. Bylo experimentálně dokázáno, že izoflavony z červeného jetele jsou účinnější než srovnatelné množství v sóji a to proto, že červený jetel obsahuje 4 izoflavony (genistein, daidzein, biochanin A, formononetin), zatímco sója jenom 3 (genistein, glycitein, daidzein).[zdroj⁠?!] Izoflavony mohou také přecházet z krmiva obsahujícího sóju nebo jetel do mléka dojnic. Zde se navíc mohou vyskytovat také metabolity izoflavonů, např. equol, který má větší fytoestrogenní aktivitu než daidzein, jehož metabolizací vzniká. 